# First Lady der Vereinigten Staaten
Als First Lady der Vereinigten Staaten von Amerika (englisch: First Lady of the United States of America, Akronym FLOTUS) wird die Gastgeberin des Weißen Hauses bezeichnet, normalerweise die Frau des amtierenden Präsidenten der Vereinigten Staaten. Obwohl ihre Funktion nie offiziell definiert wurde, spielt sie eine herausragende Rolle im politischen und sozialen Leben der Vereinigten Staaten. Seit dem frühen 20. Jahrhundert wird die First Lady von einem staatlich finanzierten Stab unterstützt, dem Office of the First Lady, das seinen Sitz im East Wing des Weißen Hauses hat.
Derzeit nimmt Melania Trump, die Ehefrau von Donald Trump, des 47. US-Präsidenten, die Aufgaben als First Lady wahr. Als ihre erste Vorgängerin gilt Martha Washington, obwohl der Titel First Lady erst lange nach deren Zeit gebräuchlich wurde. Zu Lebzeiten wurde die Frau George Washingtons, des ersten US-Präsidenten (1789–1797), oft als „Lady Washington“ bezeichnet. Sollte ein Präsident unverheiratet oder verwitwet sein, bittet er normalerweise eine Verwandte, als Gastgeberin des Weißen Hauses zu fungieren.
Deren nicht genau definierter Aufgabenbereich hat sich im Laufe der Zeit stark erweitert. Er kann heute vieles umfassen, etwa die Verwaltung des Weißen Hauses, die Beteiligung an politischen Kampagnen, die Förderung sozialer Anliegen oder die Vertretung des Präsidenten bei offiziellen und zeremoniellen Anlässen. Einzelne First Ladys haben Einfluss auf die unterschiedlichsten Interessengebiete genommen, von der Mode über die öffentliche Meinung und der Politik bis hin zu sozialen Themen wie die Stärkung der Rolle der Frau.
Da First Ladys heute typischerweise ihre Memoiren veröffentlichen, die als Informationsquellen über die Präsidentschaften ihrer Ehemänner betrachtet werden, bleiben First Ladys auch nach deren Amtszeit häufig im Fokus der Aufmerksamkeit, auch weil die Öffentlichkeit an diesen zunehmend unabhängigen Frauen selbst interessiert ist.
Alle Amtsinhaberinnen waren bisher weiblich. Sollte künftig ein Mann diese Rolle ausfüllen, würde er voraussichtlich den Titel First Gentleman of the United States tragen.
Der Partner des Vizepräsident der Vereinigten Staaten wird Second Lady / Gentleman genannt.

## Ursprünge des Titels

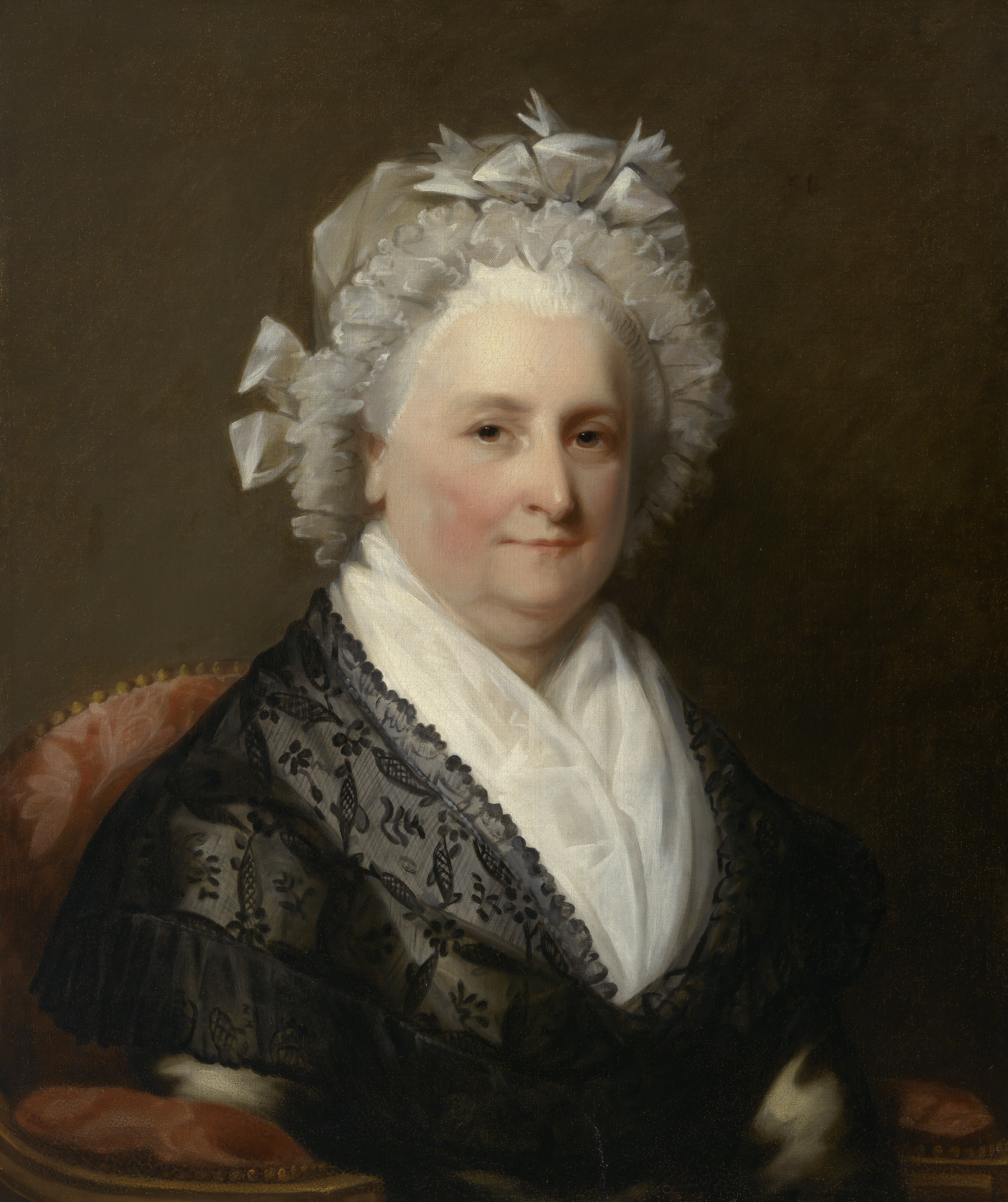
Martha Washington, circa 1825; Gemälde aus der National Portrait Gallery

Die Verwendung des Titels First Lady zur Beschreibung des Ehepartners oder der Gastgeberin einer Führungskraft begann in den Vereinigten Staaten. In den Anfängen der Republik gab es keinen allgemein akzeptierten Titel für die Frau des Präsidenten. Viele frühe First Ladys drückten ihre eigenen Wünsche aus, wie sie angesprochen wurden, einschließlich der Verwendung von Titeln wie „Lady“, „Mrs. President“ und „Mrs. Presidentess“. Eine der frühesten Verwendungen des Begriffs „First Lady“ wurde in einem Zeitungsartikel von 1838 auf Martha Washington angewendet, der im St. Johnsbury Caledonian erschien, der Autor „Mrs. Sigourney“, der diskutierte, dass sich Martha Washington auch nicht verändert hatte, nachdem ihr Ehemann George Präsident wurde. Sie schrieb, dass „die First Lady der Nation immer noch die Gewohnheiten des frühen Lebens bewahrte. Sie gab sich keiner Trägheit hin, verließ das Kissen im Morgengrauen und zog sich nach dem Frühstück für eine Stunde in ihr Zimmer zurück, für das Studium der Schriften und zur Ergebenheit.“

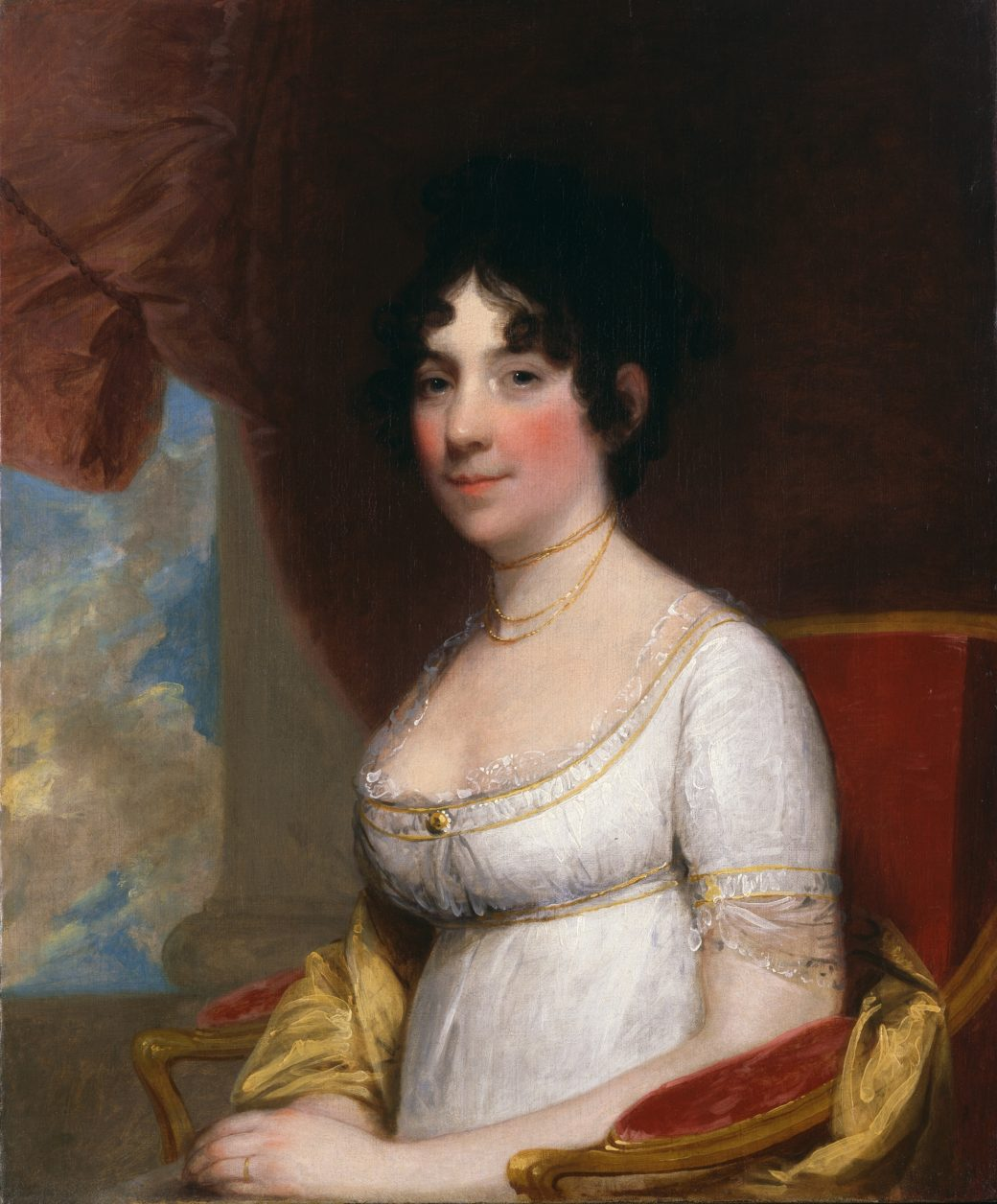
Dolley Madison

Einer Legende nach wurde Dolley Madison 1849 bei ihrer Beerdigung in einer von Präsident Zachary Taylor gehaltenen Laudatio als First Lady bezeichnet; es gibt jedoch keine schriftliche Aufzeichnung dieser Laudatio, und keine der Zeitungen ihrer Zeit hat sie mit diesem Titel bezeichnet. Irgendwann nach 1849 wurde der Titel in sozialen Kreisen in Washington, D.C. verwendet. Die erste Person, der der Titel verliehen wurde, während sie tatsächlich das Amt innehatte, war Harriet Lane, die Nichte von James Buchanan; Leslie's Illustrated Newspaper verwendete den Ausdruck, um sie 1860 in einem Artikel über ihre Pflichten als Gastgeberin des Weißen Hauses zu beschreiben. Ein weiteres der frühesten bekannten schriftlichen Beispiele stammt vom 3. November 1863, einem Tagebucheintrag von William Howard Russell, in dem er sich auf „die First Lady im Land“ bezog und damit Mary Lincoln meinte. Der Titel erlangte 1877 erstmals landesweite Anerkennung, als die Zeitungsjournalistin Mary C. Ames Lucy Hayes als „die First Lady des Landes“ bezeichnete, als sie über die Amtseinführung von Rutherford B. Hayes berichtete. Die häufige Berichterstattung über die Aktivitäten von Lucy Hayes trug dazu bei, die Verwendung des Titels außerhalb Washingtons zu verbreiten. Ein beliebtes Komödienstück aus dem Jahr 1911 über Dolley Madison des Dramatikers Charles Nirdlinger mit dem Titel The First Lady in the Land machte den Titel weiter populär. In den 1930er Jahren war er weit verbreitet. Die Verwendung des Titels verbreitete sich später von den Vereinigten Staaten zu anderen Nationen.
Als Edith Wilson 1919 nach einem Schlaganfall die Kontrolle über den Zeitplan ihres Mannes übernahm, bezeichnete ein republikanischer Senator sie als „die Präsidentin, die den Traum der Suffragetten erfüllt hatte, indem sie ihren Titel von First Lady in Acting First Man änderte“.
Laut der Nexis-Datenbank wurde die Abkürzung FLOTUS (ausgesprochen 'fləʊtɪs) erstmals 1983 von Donnie Radcliffe verwendet, der in The Washington Post schrieb.

### Nicht-Ehepartner in der Rolle
Mehrere Frauen (mindestens dreizehn), die keine Präsidentenfrauen waren, haben als First Lady gedient, beispielsweise wenn der Präsident Junggeselle oder Witwer war oder als die Frau des Präsidenten nicht in der Lage war, die Pflichten der First Lady selbst zu erfüllen. In diesen Fällen wurde die Position von einer weiblichen Verwandten des Präsidenten besetzt, wie Jeffersons Tochter Martha Jefferson Randolph, Jacksons Schwiegertochter Sarah Yorke Jackson und Emily Donelson, der Nichte seiner Frau, Taylors Tochter Mary Elizabeth Bliss, Harrisons Tochter Mary Harrison McKee, Buchanans Nichte Harriet Lane und Clevelands Schwester Rose Cleveland.

### Möglicher männlicher Titel
Jeder der 46 Präsidenten der Vereinigten Staaten war männlich, und alle hatten entweder ihre Ehefrauen oder eine weibliche Gastgeberin, die die Rolle der First Lady übernahmen. Daher wurde nie ein männliches Äquivalent für den Titel First Lady benötigt. Als Hillary Clinton 2016 jedoch als erste Frau die Präsidentschaftskandidatur einer großen Partei gewann, wurden Fragen aufgeworfen, welchen Titel ihr Ehemann Bill tragen würde, wenn sie die Präsidentschaft gewinnen würde. Während der Kampagne wurde der Titel des First Gentleman of the United States (deutsch First Gentleman der Vereinigten Staaten) am häufigsten für Bill Clinton vorgeschlagen, obwohl er als ehemaliger Präsident selbst „Mr. President“ genannt werden darf. Darüber hinaus werden die männlichen Ehepartner der Gouverneure in der Regel als First Gentleman ihres jeweiligen Staates bezeichnet (zum Beispiel war Michael Haley der First Gentleman von South Carolina, während seine Frau Nikki als Gouverneurin diente). Letztendlich hat Hillary Clinton die Wahl verloren, was dies zu einem strittigen Punkt macht.
Im Jahr 2021 war Kamala Harris die erste Frau, die ein national gewähltes Amt innehatte, als sie ihr Amt als Vizepräsidentin antrat, was ihren Ehemann Douglas Emhoff zum ersten männlichen Ehepartner eines national gewählten Amtsträgers machte. Emhoff nahm den Titel des Second Gentleman der Vereinigten Staaten an, was es wahrscheinlich macht, dass jeder zukünftige männliche Ehepartner eines Präsidenten den Titel eines First Gentleman erhalten wird.

## Rolle

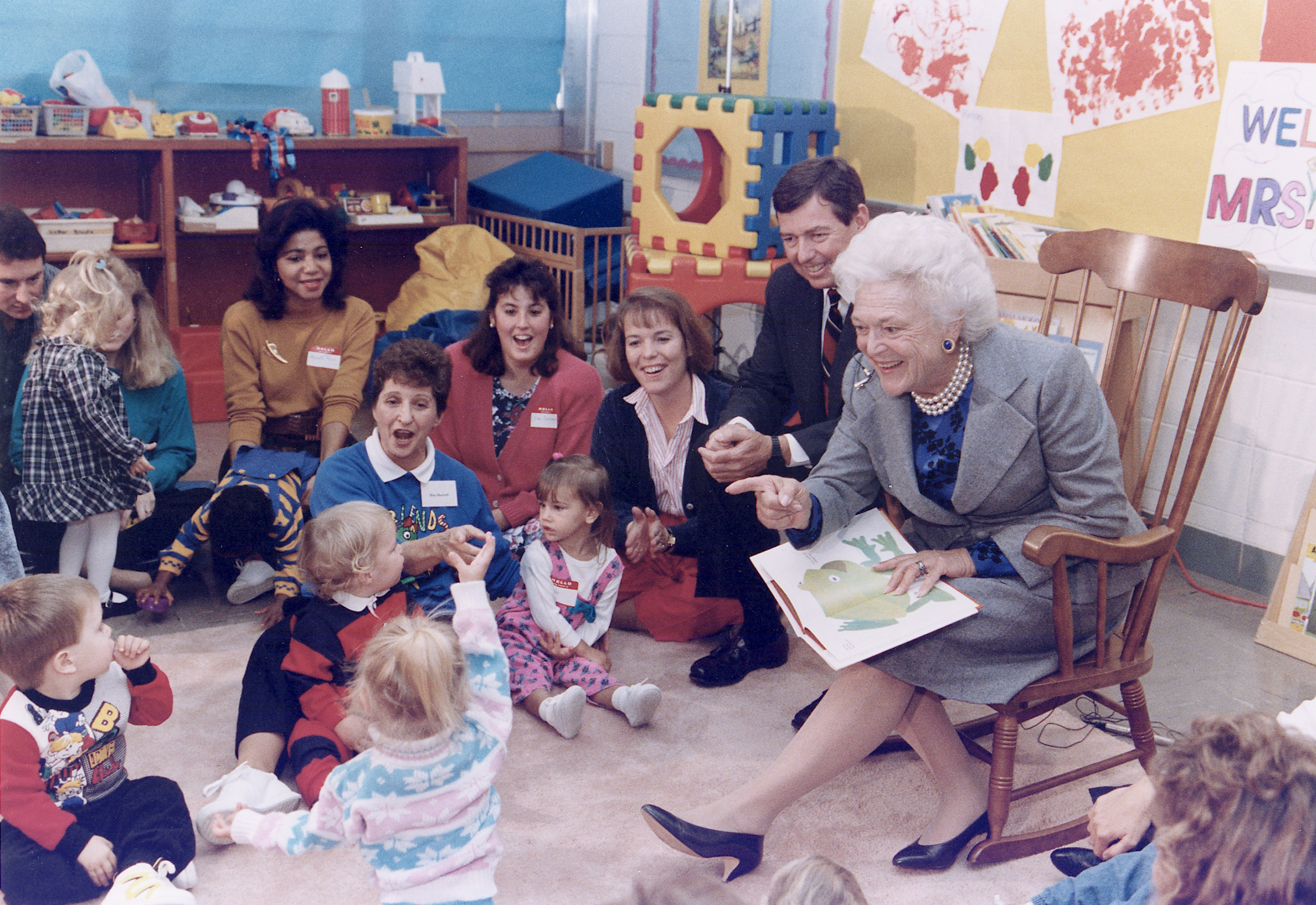
Barbara Bush, mit John Ashcroft, und einer „Parents as Teachers“-Gruppe in Greater St. Louis, Oktober 1991

Die Position der First Lady ist keine direkt gewählte (lediglich über die entsprechende Präsidentschaftswahl) und trägt nur zeremonielle Pflichten. Nichtsdestotrotz haben First Ladys eine herausragende Position in der amerikanischen Gesellschaft inne. Die Rolle der First Lady hat sich im Laufe der Jahrhunderte weiterentwickelt. Sie ist in erster Linie die Gastgeberin des Weißen Hauses. Sie organisiert und nimmt an offiziellen Zeremonien und Staatsveranstaltungen teil, entweder zusammen mit oder anstelle des Präsidenten. Lisa Burns identifiziert vier Hauptthemen der First Lady: als Person des öffentlichen Lebens (1900–1929); als politische Berühmtheit (1932–1961); als politische Aktivistin (1964–1977); und als politisch Beteiligte (1980–2001).
Martha Washington schuf die Rolle und moderierte viele Staatsgeschäfte in der Landeshauptstadt (New York City und Philadelphia). Diese Geselligkeit wurde als Republikanisches Gericht bekannt und bot Elite-Frauen die Möglichkeit, hinter den Kulissen politische Rollen zu spielen. Sowohl Martha Washington als auch Abigail Adams wurden behandelt, als wären sie „Damen“ des britischen Königshofs.
Dolley Madison machte das Amt als First Lady bekannt, indem sie sich bemühte, Waisen und Frauen zu helfen, indem sie sich elegant kleidete und so für Zeitungsberichte sorgte und während des Krieges von 1812 ihr Leben riskierte, um ikonische Schätze zu retten. Madison setzte den Standard für das Amt und ihre Aktionen waren das Vorbild für fast jede First Lady bis Eleanor Roosevelt in den 1930er Jahren. Roosevelt reiste viel und sprach mit vielen Gruppen, wobei sie oft persönliche Meinungen neben der des Präsidenten äußerte. Sie verfasste eine wöchentliche Zeitungskolumne und moderierte eine Radiosendung. Jacqueline Kennedy leitete die Bemühungen, das Weiße Haus neu zu dekorieren und wiederherzustellen.

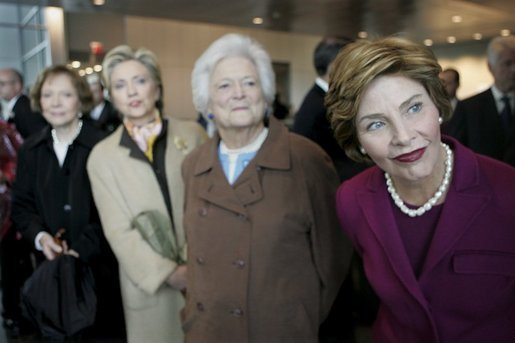
First Ladys (links nach rechts) Rosalynn Carter, Sen. Hillary Clinton, Barbara Bush und Laura Bush bei der Eröffnung des Clinton Presidential Center im Jahr 2004

Viele First Ladys wurden zu bedeutenden Modetrendsettern. Einige haben als wichtige Berater des Präsidenten einen gewissen politischen Einfluss ausgeübt.
Im Laufe des 20. Jahrhunderts wurde es für First Ladys immer üblicher, bestimmte Anliegen zur Förderung auszuwählen, normalerweise solche, die politisch nicht kontrovers diskutiert sind. Es ist üblich, dass die First Lady einen Mitarbeiter anstellt, um diese Aktivitäten zu unterstützen. Lady Bird Johnson leistete Pionierarbeit im Bereich Umweltschutz und Verschönerung. Pat Nixon förderte die Freiwilligenarbeit und reiste viel ins Ausland; Betty Ford unterstützte die Frauenrechte; Rosalynn Carter half Menschen mit geistiger Behinderung; Nancy Reagan gründete die Drogenaufklärungskampagne Just Say No; Barbara Bush förderte die Alphabetisierung; Hillary Clinton wollte das Gesundheitssystem der Vereinigten Staaten reformieren; Laura Bush unterstützte Frauenrechtsgruppen und förderte die Alphabetisierung von Kindern. Michelle Obama wurde mit der Unterstützung von Militärfamilien und der Bekämpfung von Adipositas bei Kindern identifiziert; und Melania Trump nutzte ihre Position, um Kindern zu helfen, einschließlich der Prävention von Cybermobbing und der Unterstützung von Menschen, deren Leben von Drogen betroffen ist.
Seit 1964 sind die Amtsinhaberin und alle lebenden ehemaligen First Ladys Ehrenmitglieder des Kuratoriums des Nationalen Kulturzentrums, des John F. Kennedy Center for the Performing Arts.
Gegen Ende der Präsidentschaft ihres Mannes wurde Clinton die erste First Lady, die sich um ein politisches Amt bemühte, als sie für den Senat der Vereinigten Staaten kandidierte. Während der Kampagne übernahm ihre Tochter Chelsea einen Großteil der Rolle der First Lady. Clinton war siegreich und diente von 2001 bis 2009 als Juniorsenatorin von New York, als sie zurücktrat, um Außenministerin im Kabinett Obama zu werden. Später war sie Kandidatin der Demokratischen Partei bei der Präsidentschaftswahl 2016, verlor aber gegen Donald Trump.

## Office of the First Lady

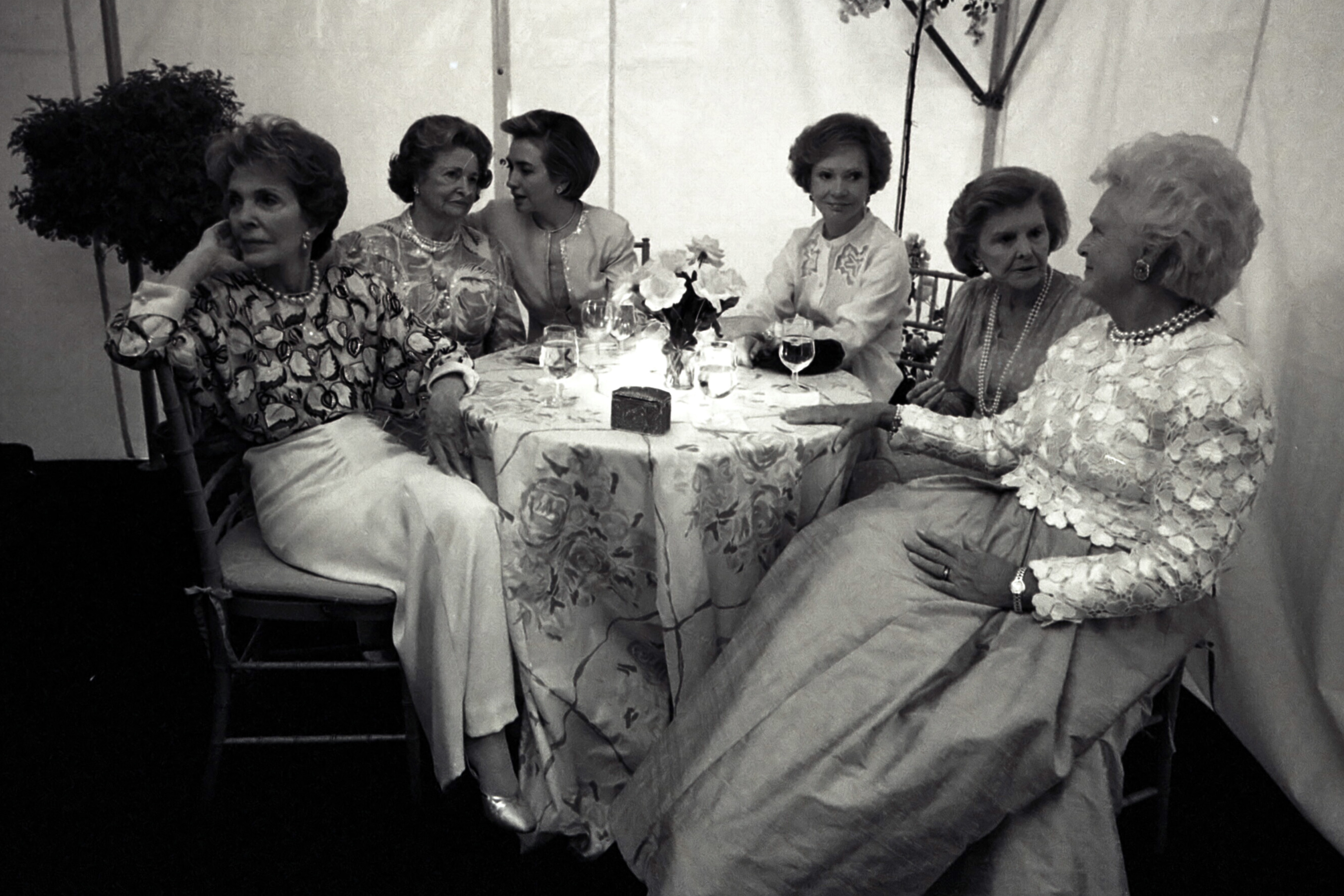
First Ladys (von links nach rechts) Nancy Reagan, Lady Bird Johnson, Hillary Clinton, Rosalynn Carter, Betty Ford und Barbara Bush auf der „National Garden Gala, A Tribute to America's First Ladys“, 11. Mai 1994. Jacqueline Kennedy Onassis, abwesend wegen ihrer Krankheit, starb eine Woche nach der Aufnahme des Bildes.

Das Office of the First Lady ist dafür zuständig, die First Lady bei ihren Pflichten zu unterstützen. Die First Lady hat ihren eigenen Stab, zu dem ein Stabschef, ein Pressesprecher, ein Sozialsekretär des Weißen Hauses und ein leitender Blumendesigner gehören. Das Office of the First Lady ist eine Einheit des White House Office, einer Zweigstelle des Executive Office of the President of the United States. Als First Lady Hillary Clinton beschloss, als Senatorin von New York zu kandidieren, legte sie ihre Pflichten als First Lady beiseite und zog nach Chappaqua, New York, um dort eine staatliche Residenz zu errichten. Sie nahm ihre Aufgaben als First Lady wieder auf, nachdem sie ihre Senatorenkampagne gewonnen hatte, und behielt ihre Aufgaben sowohl als First Lady als auch als US-Senatorin für die siebzehntägige Überschneidung vor dem Ende der Amtszeit von Bill Clinton bei.

## Ausstellungen und Sammlungen
Die 1912 gegründete First Ladys Collection ist eine der beliebtesten Attraktionen der Smithsonian Institution. Die ursprüngliche Ausstellung wurde 1914 eröffnet und war eine der ersten in Smithsonian, in der Frauen prominent vertreten waren. Ursprünglich hauptsächlich auf Mode konzentriert, taucht die Ausstellung nun tiefer in die Beiträge der First Ladys zur Präsidentschaft und der amerikanischen Gesellschaft ein. Im Jahr 2008 wurde „First Ladys at the Smithsonian“ im Rahmen der Wiedereröffnungsfeier des National Museum of American History eröffnet. Diese Ausstellung diente als Brücke zur erweiterten Ausstellung des Museums über die Geschichte der First Ladys, die am 19. November 2011 eröffnet wurde. „The First Ladys“ untersucht die inoffizielle, aber wichtige Position der First Lady und die Art und Weise, wie verschiedene Frauen diese Rolle und ihre eigenen Beiträge für die Präsidialverwaltungen und die Nation geprägt haben. Die Ausstellung zeigt 26 Kleider und mehr als 160 andere Objekte, von Martha Washington bis zu Michelle Obama, und umfasst Porzellan des Weißen Hauses, persönliche Besitztümer und andere Objekte aus der einzigartigen Sammlung von Materialien der First Lady der Smithsonian.

## Einfluss auf die Kleidermode

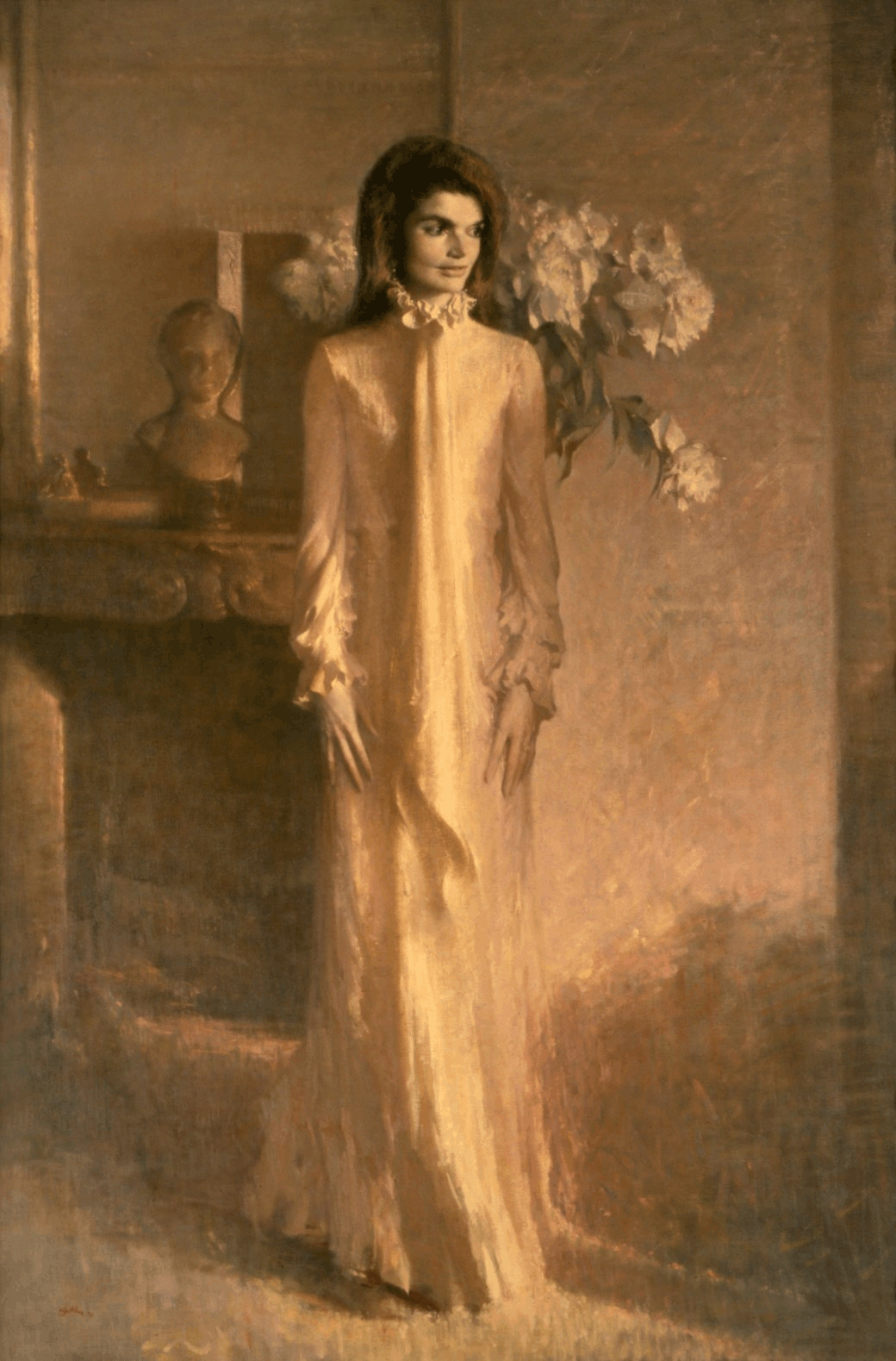
Offizielles Portrait von Jacqueline Kennedy im Weißen Haus

Einige First Ladys haben durch ihre Kleidung und ihren Stil Aufmerksamkeit erregt. Jacqueline Kennedy Onassis zum Beispiel wurde zu einer globalen Modeikone: Ihr Stil wurde von kommerziellen Herstellern kopiert und von vielen jungen Frauen nachgeahmt, und sie wurde 1965 in die Hall of Fame der International Best Dressed List aufgenommen. Mamie Eisenhower wurde jedes Jahr als eine von den zwölf bestgekleidetsten Frauen des Landes vom New York Dress Institute ausgezeichnet. Der „Mamie-Look“ beinhaltete ein Kleid mit vollem Rock, Bettelarmband, Perlen, kleine Hüte und kurze, knallige Haare. Michelle Obama erhielt auch große Aufmerksamkeit für ihre Modewahl: Stilautor Robin Givhan lobte sie in The Daily Beast und argumentierte, dass der Stil der First Lady dazu beigetragen habe, das öffentliche Image des Amtes zu verbessern.

## Anlässe und Initiativen

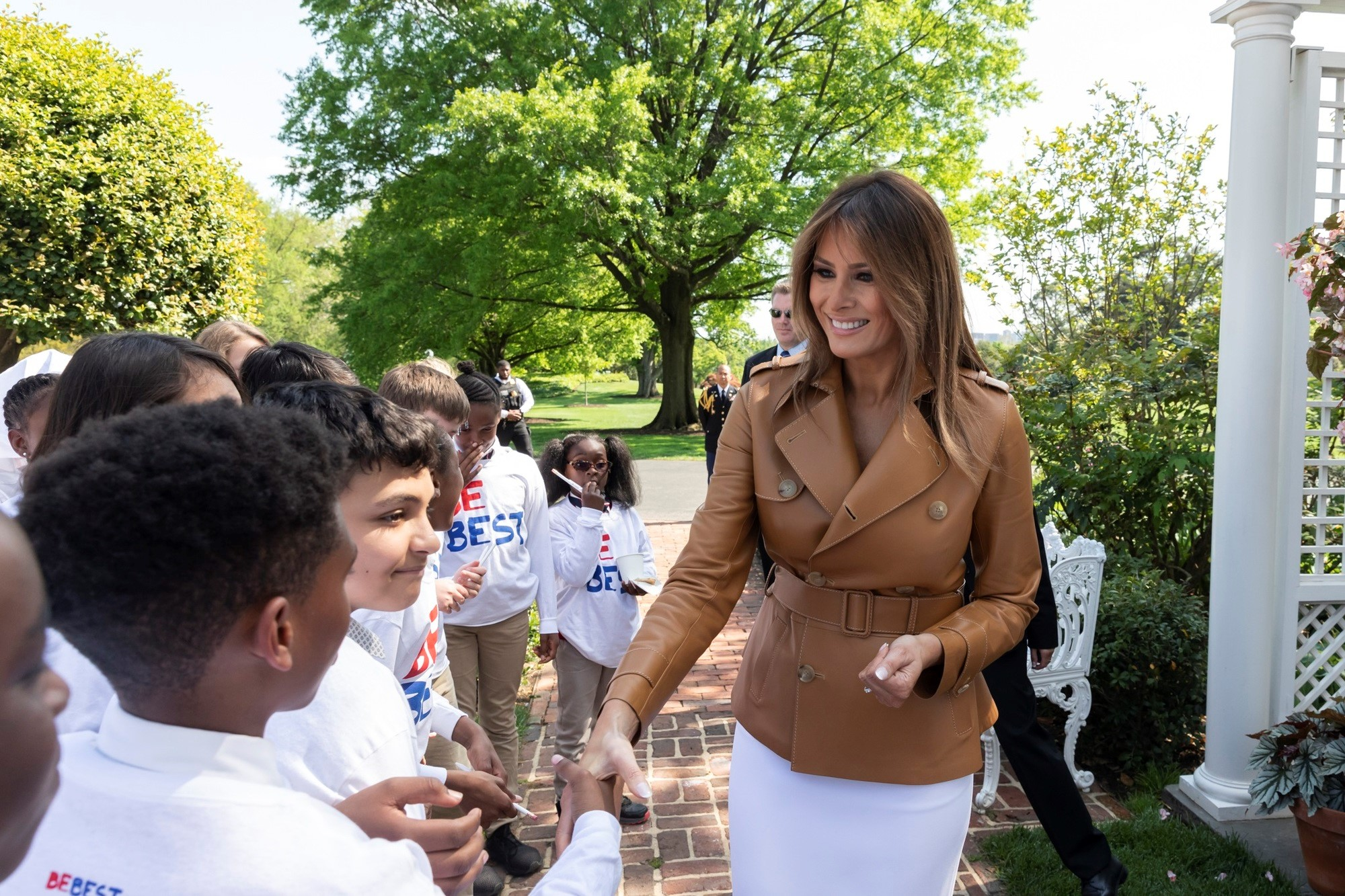
Melania Trump auf einer „Be Best“-Versammlung mit Kindern

Seit den 1920er Jahren sind viele First Ladys öffentliche Redner geworden und haben sich für bestimmte Zwecke eingesetzt. Es wurde auch üblich, dass die First Lady Mitarbeiter anstellte, um ihre Agenda zu unterstützen. Aktuelle Initiativen der First Ladys sind:
- Eleanor Roosevelt: Frauenrechte, Bürgerrechte und humanitäre Bemühungen
- Jacqueline Kennedy: Restaurierung des Weißen Hauses und Kunst
- Lady Bird Johnson: Umweltschutz und Verschönerung
- Pat Nixon: Freiwilligenarbeit
- Betty Ford: Frauenrechte, Drogenmissbrauch
- Rosalynn Carter: Psychische Gesundheit
- Nancy Reagan: „Just Say No“, Drogenbewusstsein
- Barbara Bush: Alphabetisierung von Kindern
- Hillary Clinton: Gesundheitssystem der Vereinigten Staaten
- Laura Bush: Alphabetisierung von Kindern
- Michelle Obama: „Let’s Move!“; Reduzierung von Adipositas bei Kindern
- Michelle Obama: „Let Girls Learn“; Bildung für Mädchen
- Melania Trump: „Be Best“; Cybermobbing
- Jill Biden: „Joining Forces“; militärische Familien